# Janus (Zypern)

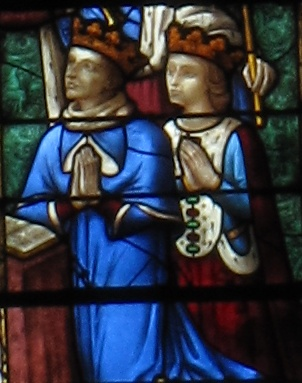
Charlotte von Bourbon und Janus

Janus von Zypern (* 1375; † 1432) war von 1398 bis 1432 König von Zypern sowie Titularkönig von Jerusalem und Kleinarmenien.
Er folgte seinem Vater Jakob I. auf den Thron von Zypern.
Janus heiratete im August 1411 Charlotte von Bourbon. Sie war auf der Insel sehr populär, man glaubte, ihre Ankunft habe eine Heuschreckenplage beendet, die Fruchtbäume, Weinreben und das Zuckerrohr zerstört hatte.
Nach der Schlacht von Khirokitia (7. Juli 1426) gegen die Mamluken wurde Janus von diesen gefangen genommen und nach Kairo gebracht, wo er dem Sultan öffentlich huldigte. Nach zehn Monaten Haft wurde er freigekauft. Während dieser Zeit regierte sein Bruder Hugo von Lusignan, Erzbischof von Nikosia, die Insel. 
Nach seinem Tod folgte ihm sein Sohn Johann.